# Pontificia Universidad Católica de Río de Janeiro
La Pontificia Universidad Católica de Río de Janeiro (PUC-Río) es una universidad brasileña comunitaria, filantrópica y sin fines lucrativos de la Secretaría de Regulación y Supervisión de la Enseñanza Superior. Tiene su sede en el barrio de Gávea, Río de Janeiro.
Fue fundada en 1941 por el Obispo Sebastião Leme y el padre Leonel Franca y reconocida oficialmente por Decreto 8,681 del 15 de enero de 1946. Por Decreto de la Congregación de Seminarios, del 20 de enero de 1947, recibió el título de pontificia.
Actualmente, es reconocida como una de las mejores y más prestigiosas universidades de América Latina. El Times Higher Education', uno de los institutos que evalúa las universidades a nivel mundial, situó a la PUC-Rio entre las 10 mejores universidades de América Latina, habiendo alcanzado la 10ª posición en el ranking general de 2022. El mismo instituto la clasificó como líder en asociación con la industria y la mejor universidad privada del país. El 9 de mayo de 2018, el Times Higher Education Emerging Economies University Rankings 2018 la clasificó como la 3ª mejor universidad de Brasil y la 61ª en el ranking general de países emergentes.
La PUC-Rio fue una de las universidades pioneras en la enseñanza del emprendimiento en cursos de pregrado en Brasil. La universidad tiene dentro de su campus la incubadora de empresas Gênesis en la que el 90% de las empresas sobreviven tras salir de la tutela del instituto. 